# Richard Žemlička
Richard Žemlička (* 13. dubna 1964, Praha) je český hokejový trenér a bývalý útočník.

## Kariéra
Na Zimních olympijských hrách 1992 získal bronzovou medaili s týmem Československa. Je členem Klubu hokejových střelců deníku Sport.
Nastupoval dlouhodobě za Spartu Praha. Po ukončení hráčské kariéry zde vedl mládežnické celky, poté se přesunul jako hlavní trenér do prvoligového Berouna.
V sezoně 2011/2012 byl jedním z asistentů trenéra Josefa Jandače v mužstvu HC Sparta Praha. Poté, co Jandač odešel do klubu HC Lev Praha, se ujal místa hlavního kouče. V této pozici však dlouho nevydržel, Sparta vstoupila do sezony špatně a po 8. kole reagovalo vedení klubu angažováním nového kouče. Týmu se po Žemličkovi ujal Václav Sýkora.
Bez angažmá nebyl dlouho, dne 6.11.2012 se po odvolaném Vladimíru Kýhosovi stal hlavním trenérem v Karlových Varech. S týmem úspěšně uhájil extraligovou příslušnost a vstoupil jako hlavní kouč i do ročníku 2013/2014. V něm byl však vzhledem k neuspokojivým výsledkům již po 5. kole od týmu odvolán.

## Ocenění a úspěchy
- 1992 SM-l – Nejvíce vstřelených branek v oslabení
- 1996 ČHL – Nejlepší nahrávač v playoff
- 1997 ČHL – Nejlepší veterán
- 1997 EHL – All-Star Tým
- 1997 EHL – Nejlepší střelec v playoff
- 1997 EHL – Nejproduktivnější hráč v playoff
- 2000 ČHL – Nejlepší střelec v playoff
- 2000 ČHL – Nejlepší hráč v pobytu na ledě (+/−) v playoff
- 2002 SP – All-Star Tým
- 2007 Postup s týmem HC Roudnice nad Labem do 2.ČHL

## Klubová statistika
| Sezóna        | Klub                       | Soutěž        |     | Základní část | Základní část | Základní část | Základní část | Základní část |    | Play off | Play off | Play off | Play off | Play off |
| Sezóna        | Klub                       | Soutěž        | Z   | G             | A             | B             | TM            | Z             | G  | A        | B        | TM       |          |          |
| 1985–86       | TJ Slavia IPS Praha        | 1.ČSHL        | 41  | 21            | 10            | 31            | —             | —             | —  | —        | —        | —        |          |          |
| 1986–87       | TJ Sparta ČKD Praha        | ČSHL          | 27  | 3             | 7             | 10            | 14            | —             | —  | —        | —        | —        |          |          |
| 1986–87       | TJ Slavia IPS Praha        | 1.ČSHL        | —   | 12            | —             | —             | —             | —             | —  | —        | —        | —        |          |          |
| 1987–88       | TJ Sparta ČKD Praha        | ČSHL          | 44  | 8             | 10            | 18            | 32            | —             | —  | —        | —        | —        |          |          |
| 1988–89       | TJ Sparta ČKD Praha        | ČSHL          | 42  | 20            | 17            | 37            | 40            | —             | —  | —        | —        | —        |          |          |
| 1989–90       | TJ Sparta ČKD Praha        | ČSHL          | 45  | 15            | 14            | 29            | 28            | —             | —  | —        | —        | —        |          |          |
| 1990–91       | HC Sparta Praha            | ČSHL          | 51  | 22            | 30            | 52            | 43            | —             | —  | —        | —        | —        |          |          |
| 1991–92       | HC Sparta Praha            | ČSHL          | 28  | 14            | 19            | 33            | 33            | —             | —  | —        | —        | —        |          |          |
| 1991–92       | TPS Turku                  | SM-l          | 15  | 5             | 9             | 14            | 6             | 3             | 2  | 1        | 3        | 0        |          |          |
| 1992–93       | EHC Freiburg               | 1.GBun        | 43  | 25            | 31            | 56            | 52            | —             | —  | —        | —        | —        |          |          |
| 1993–94       | EHC Freiburg               | 1.GBun        | 44  | 15            | 33            | 48            | 31            | —             | —  | —        | —        | —        |          |          |
| 1993–94       | HC Sparta Praha            | ČHL           | —   | —             | —             | —             | —             | 7             | 0  | 3        | 3        | 16       |          |          |
| 1994–95       | Eisbären Berlin            | DEL           | 38  | 23            | 24            | 47            | 32            | —             | —  | —        | —        | —        |          |          |
| 1995–96       | ESG Füchse Sachsen         | DEL           | 2   | 0             | 2             | 2             | 2             | —             | —  | —        | —        | —        |          |          |
| 1995–96       | HC Sparta Praha            | ČHL           | 29  | 20            | 20            | 40            | 46            | 11            | 1  | 11       | 12       | 29       |          |          |
| 1996–97       | HC Sparta Praha            | ČHL           | 40  | 24            | 22            | 46            | 78            | 8             | 5  | 5        | 10       | 20       |          |          |
| 1997–98       | HC Sparta Praha            | ČHL           | 43  | 16            | 21            | 37            | 52            | 11            | 2  | 6        | 8        | 49       |          |          |
| 1998–99       | HC Sparta Praha            | ČHL           | 27  | 12            | 11            | 23            | 61            | 8             | 1  | 3        | 4        | 4        |          |          |
| 1999–00       | HC Sparta Praha            | ČHL           | 43  | 17            | 25            | 42            | 68            | 9             | 5  | 4        | 9        | 12       |          |          |
| 2000–01       | HC Sparta Praha            | ČHL           | 47  | 14            | 29            | 43            | 105           | 13            | 5  | 8        | 13       | 18       |          |          |
| 2001–02       | HC Sparta Praha            | ČHL           | 46  | 19            | 24            | 43            | 92            | 11            | 1  | 9        | 10       | 12       |          |          |
| 2002–03       | HC Sparta Praha            | ČHL           | 35  | 8             | 12            | 20            | 30            | —             | —  | —        | —        | —        |          |          |
| 2002–03       | HC Chemopetrol, a.s.       | ČHL           | 11  | 2             | 8             | 10            | 24            | —             | —  | —        | —        | —        |          |          |
| 2003–04       | HC Chemopetrol, a.s.       | ČHL           | 46  | 8             | 16            | 24            | 48            | —             | —  | —        | —        | —        |          |          |
| 2004–05       | HK Tatravagónka ŠKP Poprad | SHL           | 37  | 12            | 14            | 26            | 26            | 5             | 1  | 2        | 3        | 18       |          |          |
| 2005–06       | HK Tatravagónka ŠKP Poprad | SHL           | 29  | 5             | 4             | 9             | 40            | —             | —  | —        | —        | —        |          |          |
| 2005–06       | HK 32 Liptovský Mikuláš    | SHL           | 21  | 2             | 9             | 11            | 75            | —             | —  | —        | —        | —        |          |          |
| 2006–07       | HC Roudnice nad Labem      | KHP           | —   | —             | —             | —             | —             | —             | —  | —        | —        | —        |          |          |
| 2007–08       | HC Roudnice nad Labem      | 2.ČHL         | 30  | 17            | 16            | 33            | 93            | —             | —  | —        | —        | —        |          |          |
| 2008–09       | HC Roudnice nad Labem      | 2.ČHL         | 31  | 16            | 23            | 39            | 42            | —             | —  | —        | —        | —        |          |          |
| 2009–10       | HC Roudnice nad Labem      | 2.ČHL         | 7   | 1             | 5             | 6             | 6             | —             | —  | —        | —        | —        |          |          |
| Celkem v ČSHL | Celkem v ČSHL              | Celkem v ČSHL | 237 | 86            | 93            | 179           | 190           | —             | —  | —        | —        | —        |          |          |
| Celkem v ČHL  | Celkem v ČHL               | Celkem v ČHL  | 367 | 134           | 170           | 304           | 604           | 84            | 20 | 49       | 69       | 160      |          |          |

## Reprezentace
| Rok                       | Tým                       | Soutěž                    | Z  | G  | A  | B  | TM |
| ------------------------- | ------------------------- | ------------------------- | -- | -- | -- | -- | -- |
| 1991                      | Československo            | MS                        | 10 | 2  | 1  | 3  | 4  |
| 1991                      | Československo            | KP                        | 5  | 2  | 1  | 3  | 0  |
| 1992                      | Československo            | OH                        | 8  | 1  | 4  | 5  | 6  |
| 1992                      | Československo            | MS                        | 8  | 0  | 3  | 3  | 0  |
| 1993                      | Česko                     | MS                        | 5  | 1  | 1  | 2  | 8  |
| 1994                      | Česko                     | OH                        | 8  | 3  | 4  | 7  | 6  |
| 1994                      | Česko                     | MS                        | 6  | 3  | 1  | 4  | 6  |
| 1995                      | Česko                     | MS                        | 8  | 1  | 1  | 2  | 6  |
| 1997                      | Česko                     | MS                        | 9  | 0  | 2  | 2  | 4  |
| Seniorská kariéra celkově | Seniorská kariéra celkově | Seniorská kariéra celkově | 67 | 13 | 18 | 31 | 40 |